# بندافروز
بندافروز، روستایی از توابع بخش مرکزی شهرستان ساری در استان مازندران در ایران است.

## جمعیت
این روستا در دهستان میان‌دورود کوچک قرار داشته و براساس آخرین سرشماری مرکز آمار ایران که در سال ۱۳۸۵ صورت گرفته، جمعیت آن ۲۷۴نفر (۶۷خانوار) بوده است.